# Yanomamia hoogmoedi
Yanomamia hoogmoedi — вид ящірок родини гімнофтальмових (Gymnophthalmidae). Ендемік Гаяни.

## Поширення і екологія
Yanomamia hoogmoedi відомі з типової місцевості, розташованої на вершині тепуя Марінгма, розташованого в горах Паракайма на крайньому південному заході Гаяни, біля кордону з Бразилією, на висоті 2112 м над рівнем моря. Вони живуть на шустих високогірних луках, болотах і гірських карликових лісах. Живляться комахами і павуками.